# Frei Custódio Alves Serrão
Frei Custódio Alves Serrão (Alcântara, 2 de outubro de 1799 - Rio de Janeiro, 10 de março de 1873) foi um cientista brasileiro e diretor do Museu Nacional entre 1828 a 1847. Sua gestão foi marcada pela institucionalização do museu, tendo aliás formulado o primeiro regimento, datado de 3 de janeiro de 1842. Buscou também aumentar a proporção de objetos nacionais no acervo do museu, principalmente coleções mineralógicas.
Protestou em 1844 pela má condição de conservação dos itens do acervo.
De 1859 até 1861, Alves Serrão foi diretor do Jardim Botânico do Rio de Janeiro.

Estudou ciências naturais na Universidade de Coimbra. Tornou-se professor de física e química.